# Call of Duty: Black Ops: Declassified
A Call of Duty 2012. november 13-án Ps Vita-ra is ellátogatott, ezúttal a Black Ops 1 mellékszálaként jött a boltok polcaira. Újdonság, hogy nem az Infinity Ward, és nem is a Treyarch, hanem Nihilistic Software hegesztette a játékot.
A játék körülbelül az 1970-es években játszódik. A játék elején hamar kiderül hogy egy-egy misszió teljesítése van, hogy nem telik 10 percbe sem. Amúgy a játékban 10 misszió van. A játék többször is szívatja a játékost. Még „könnyű” fokozaton is pár lövés és meghalunk, és nincs checkpoint, vagyis ha a küldetés végén meghalunk, akkor nem a küldetés felénél, hanem az elején éledünk újra, ami elég frusztráló lehet.
A vezérlést elég jól át tudták ültetni a kis masiába. A gránátdobásra vagy a késelésre például az érintő képernyőt kell használni. A hátsó érintő panellel pedig célzásnál vissza tarthatjuk a „lélegzetünket” ami elég jó ötlet.
A mesterséges intelligencia nem éppen a legjobbra sikerült. A gépi ellenfelek mindig ugyanoda mennek és sokszor azt se veszik észre, hogy a gránátot a falnak dobják, az pedig visszapattan.
Ebben a Black Ops ban viszont nem zombi mód van hanem egy Hostile mód. Ez is egy túlélős játékmód (minél tovább maradj életben), hullámokban támadnak a katonák.
De térjünk a többjátékos módra: „Multiplayer”. Ezt a játékot a legtürelmesebb játékosoknak találták ki. Számtalan kifagyás, vagy újracsatlakozás után tudjuk a másik játékosokat lőni. Ezt sajnos én is tapasztaltam, volt, hogy csak az ötödik csatlakozás után tudtam játszani, de volt olyan is, hogy játék közben dobott ki a játék. Azóta ez a szám már lecsökkent mert „Patchekkel” orvosolják ezt a hibát.
A multiban 5 játékmód van. A Kill Confirmed, melyben csak akkor kapja meg a csapatunk a pontot, ha az ellenfél lelövése után a dögcéduláját is felvesszük. De ha lelőttük, nem biztos, hogy fel tudjuk venni mert az ellenfél simán fel tudja venni és akkor ugrott a csapatnak a pont. A Drop Zone-ban pedig egy láda esik le az égből és azt kell elfoglalni és megvédeni a győzelemhez. A játékban helyet kap a két alap játékmód is: a Free-For-All és a Team Deathmatch, illetve az ezt a két játékszabályt egyszerre alkalmazó Team Tactical.
A pályák kicsik, ezért a 8 fős létszám éppen ideális. Ahogy a többi „Codban”, itt is fejlődési rendszer van. 40-es szintig fejlődhetünk és ha ez nem elég akkor ott a Prestige Mód.